# Señor Miyagi
Nariyoshi Miyagi (宮城成義, Miyagi Nariyoshi?), conocido como señor Miyagi y también identificado en la película El nuevo Karate Kid como Keisuke Miyagi (宮城健介, Miyagi Keisuke?), fue un maestro de karate ficticio representado por el actor Pat Morita, en su versión joven es interpretado por Brian Takahashi. Él es el mentor de los personajes Daniel LaRusso y Julie Pierce en las películas de Karate Kid. Morita fue nominado a un Óscar al mejor actor de reparto por su actuación en la primera película.
Como está escrito en caracteres japoneses en Karate Kid II, su nombre es 宮城成義, que se traduce como Nariyoshi Miyagi en la serie de televisión Cobra Kai. Sin embargo, se le llama Keisuke Miyagi al comienzo de El nuevo Karate Kid.
Robert Mark Kamen, guionista de Karate Kid, declaró que el señor Miyagi recibió su nombre por Chōjun Miyagi, el fundador del estilo de karate-do llamado Goju Ryu. Además, el estilo de karate descrito en las películas es justamente el de Goju Ryu.

## Biografía ficticia

### Primeros años
Como inmigrante japonés de Okinawa en los Estados Unidos, Miyagi aprendió el arte marcial del karate originalmente de su padre, quien había sido un pescador; e inicialmente trabajó para el padre de su mejor amigo, Sato, quien también aprendió karate del padre de Miyagi. Como Miyagi se enamoró de una mujer joven llamada Yukie, quién debería casarse por arreglo con Sato, éste se sintió deshonrado por Miyagi, y lo desafió a una lucha a muerte. Para evitar la lucha, Miyagi dejó Okinawa y emigró a los Estados Unidos.

### Segunda Guerra Mundial y servicio militar
Después de su llegada a Los Ángeles, asiste al Instituto Armijo en Fairfield, California, y luego a la Universidad de California Santa Bárbara. Durante el desarrollo de la Segunda Guerra Mundial fue recluido en el campo de concentración para japoneses del Manzanar. Durante este tiempo, Miyagi se unió el Ejército de EE. UU. y recibió la Medalla de Honor (fue un miembro del 442.º Regimiento de Infantería, uno de los regimientos más altamente condecorados en la historia de las Fuerzas Armadas de Estados Unidos, incluyendo 21 receptores de Medallas de Honor). Mientras estaba en el ejército, enseñó a su oficial superior, el teniente Pierce, el arte del karate. Durante su servicio, la señora Miyagi y su hijo mueren en el Manzanar debido a complicaciones durante parto, una pérdida que lo persigue durante décadas. Lo que Miyagi hizo durante el tiempo entre la guerra y la primera película Karate Kid no es plenamente sabido. Debido a los acontecimientos en algunas de las películas es muy posible que haya recurrido a la bebida y sufrido depresión.

### Karate Kid(1984)
En Karate Kid, Miyagi trabaja como hombre de mantenimiento en el complejo de apartamentos South Seas, donde Daniel LaRusso y su madre se han mudado recientemente. Más tarde, Miyagi rescata una bicicleta dañada que Daniel tiró antes en un contenedor de basura, la repara y se la devuelve. Daniel es perseguido por matones durante una fiesta de Halloween, donde Miyagi procede a enseñar a los atacantes las lecciones de izquierda y derecha. Daniel le pide a Miyagi que le enseñe karate después de que Miyagi lo salve. Al principio, Miyagi se niega, pero, después de conocer al despiadado John Kreese, un exveterano de las Fuerzas Especiales que dirige el dojo Cobra Kai, Miyagi se compromete a enseñar karate a Daniel. Los dos se enteran de que pronto habrá un torneo, donde los estudiantes de Cobra Kai, algunos de los cuales acosan a Daniel en la escuela, estarán compitiendo. Al comienzo del entrenamiento de karate de Daniel, Miyagi le asigna hacer varias tareas domésticas aparentemente no relacionadas con el karate. En el primer día de entrenamiento de Daniel, encera varios autos. En el segundo día de entrenamiento, Daniel lija los pisos de madera de la casa de Miyagi. Al tercer día, Daniel pinta las vallas. En el cuarto día, Daniel pinta la casa de Miyagi. En este punto, Daniel se enoja y amenaza con irse. Miyagi luego le muestra cómo los quehaceres eran, de hecho, entrenamiento para Daniel para hacer bloqueos de karate. Después de las tareas, Miyagi continúa entrenando a Daniel, y se desarrolla su vínculo. Miyagi pronto le confiesa a Daniel la doble pérdida de su esposa y su hijo recién nacido debido a las complicaciones derivadas del parto en el campo de concentración de Manzanar mientras prestaba servicio en el 442.º Regimiento de Infantería durante la Segunda Guerra Mundial en Europa, donde recibió la Medalla de Honor. Miyagi le enseña a Daniel importantes lecciones de vida, como la importancia del equilibrio personal, que se refleja en el principio de que el entrenamiento en artes marciales se trata tanto de entrenar el espíritu como el cuerpo. Miyagi acompaña a Daniel en el torneo, donde Daniel gana la final.

### Karate Kid II(1986)
En Karate Kid II, tras el final del torneo que Daniel ganara en la película anterior. Miyagi enfrenta a John Kreese cuando lo descubre golpeando a Johnny Lawrence por no obtener el primer lugar de la competencia, quien es humillado cuando se lastima ambas manos intentando golpear sin éxito al anciano. 
Seis meses después, Miyagi recibe una carta en la que explica que su padre se está muriendo debido a su vejez. Miyagi explica que una vez se enamoró de una mujer llamada Yukie, que estaba dispuesta a casarse con su mejor amigo, Sato, hijo del hombre más rico del pueblo y compañero de karate de su padre. Cuando Miyagi anunció sus intenciones de casarse con Yukie, Sato lo desafió a una lucha a muerte. Sin embargo, en lugar de luchar, Miyagi abandonó Japón como una muestra de exilio autoimpuesto. Miyagi y Daniel viajan a Okinawa, donde son recibidos por Chozen Toguchi, quien lleva a Miyagi y Daniel a uno de los almacenes de Sato y se revela como el sobrino de Sato. Sato intenta incitar a Miyagi a luchar para recuperar su honor, pero Miyagi lo rechaza. Una vez en el pueblo, Miyagi y Daniel son recibidos por Yukie y su sobrina, Kumiko. Las dos revelan que Sato posee el título de propiedad de la aldea y se ven obligados a alquilarle propiedades. Yukie revela que nunca se casó con Sato debido a su amor por Miyagi. Después de que el padre de Miyagi muere, Sato le da tres días de luto por respeto antes de la lucha. 
Miyagi luego le muestra a Daniel el secreto del karate de su familia: un tambor de mano que se retuerce hacia adelante y hacia atrás para ilustrar la "técnica del tambor", un movimiento de karate de bloqueo y defensa que Daniel comienza a practicar. La propiedad de la familia de Miyagi es destrozada por Chozen y su grupo, quienes se defienden cuando Miyagi interviene. Miyagi y Daniel intentan regresar a California antes de que la situación empeore. Sin embargo, Sato aparece con excavadoras, amenazando con destruir la aldea si Miyagi se niega a luchar. Obligado a cumplir, Miyagi se da por vencido con la condición de que Sato firme el título de la tierra de la aldea a los aldeanos, independientemente del resultado de la pelea. Inicialmente, Sato se resiste, pero está de acuerdo después de que Miyagi describa la condición como un "pequeño precio" para pagar el honor. 
El día de su lucha, un tifón golpea la aldea, causando que Sato quede atrapado bajo las ruinas de un dojo que fue destruido por la tormenta y siendo abandonado por Chozen, quien prefiere huir y ponerse a salvo que rescatar a su tío. Miyagi y Daniel lo rescatan y lo llevan a un refugio cercano, donde otros transeúntes inocentes son testigos de un niña atrapada en lo alto de un campanario que es rescatada por Daniel y Sato mientras que un desilisionado Sato repudia públicamente a su sobrino. 
A la mañana siguiente, las excavadoras ayudan a reconstruir el pueblo, mientras que Sato entrega el título de la tierra del pueblo y pide perdón a Miyagi, quien acepta. Miyagi y otros asisten a un festival O-bon en el castillo de la aldea, donde un Chozen vengativo toma a Kumiko como rehén y desafía a Daniel a luchar a muerte argumentando que su deshonra es culpa del norteamericano. Durante la pelea Daniel se ve superado en todo aspecto por su oponente, quien incluso es capaz de bloquear la patada de la grulla; Miyagi y el resto de los presentes hacen sonar para Daniel pequeños tambores de mano, lo que permite al joven comprender y utilizar la técnica del tambor derrotando con ella a Chozen.

### Karate Kid III(1989)
En Karate Kid III, Miyagi y Daniel regresan a California y descubren que el complejo de apartamentos South Seas ha sido cerrado, dejando a Daniel sin hogar y a Miyagi sin empleo. Miyagi le ofrece a Daniel la opción de quedarse en su casa. Daniel utiliza los fondos de su universidad para ayudar a Miyagi a abrir una tienda de árboles bonsái. Miyagi agradece a Daniel y lo convierte en un socio para el nuevo negocio. Mientras que su nuevo negocio está en progreso, no saben que John Kreese está tratando de resucitar a Cobra Kai, y su compañero de mucho tiempo, Terry Silver, ha estado reuniendo información de los dos que dirigen el negocio, y planean incitar a Daniel a participar en el próximo torneo, pero Daniel anuncia que no asistirá para defender su título. Miyagi continúa entrenando a Daniel con nuevas técnicas, hasta que Silver se acerca a los dos con una historia falsa, solicitando perdón por el comportamiento anterior de Kreese. Mike Barnes, uno de los mejores prospectos para el torneo, ingresa a la refriega, causando un alboroto con Daniel, hasta que Miyagi interviene, defendiendo a él y a sus vecinos. Luego, los dos atestiguan que los árboles bonsái han desaparecido de la tienda, con un aviso para el torneo que reemplaza a los árboles perdidos, lo que hace que la preocupación de Daniel se vuelva aún más incómoda. Se revela que Miyagi tenía un valioso árbol bonsái que había traído de Okinawa; Daniel y su nueva vecina, Jessica Andrews, habían decidido trasplantar el árbol, que estaba en la mitad de una pendiente, con la esperanza de venderlo. Sin embargo, los matones regresan mientras Daniel y Jessica ascienden cuesta arriba, lo que lleva a Barnes a romper el árbol y obliga a Daniel a competir en el torneo. Daniel lleva el árbol bonsái dañado a Miyagi, quien luego confiesa que vendió su camión para obtener un nuevo lote de árboles y explica que ahora no puede entrenar a Daniel. Daniel pasa por una serie de eventos desafortunados, se entrena bajo el ala de Silver y ataca a un hombre en un club nocturno, pero se disculpa con Miyagi y Jessica poco después. Aún rechazando competir en el torneo, Daniel es desengañado al saber el verdadero propósito de Silver, con Barnes y Kreese participando, mientras Miyagi interviene, y acepta entrenar a Daniel una vez más. Los dos replantan el árbol bonsái ahora curado. En el torneo, Daniel derrota a Barnes mientras Miyagi observa, mientras que Silver y Kreese no están contentos, especulando que Cobra Kai terminó para siempre.

### El nuevo Karate Kid(1994)
En El nuevo Karate Kid, Miyagi viaja a Boston, Massachusetts para asistir a un homenaje para los soldados japoneses-estadounidenses, que lucharon en el 442.º Regimiento de Infantería durante la Segunda Guerra Mundial. Conoce a Louisa Pierce, la viuda de su comandante, el teniente Jack Pierce, y se relatan sus pasadas historias de guerra. Miyagi conoce a Julie, la nieta adolescente de Jack y Louisa, quien está llena de problemas de ira, y también revela que sus padres murieron en un accidente automovilístico. Un día, Miyagi invita a Louisa a su casa en Los Ángeles para tener un momento de silencio, mientras que Miyagi se queda atrás en Boston para actuar como cuidador de Julie. Julie tiene una serie de fricciones durante sus días escolares, y casi es golpeada por un auto cuando salta a una posición de tigre. Julie le revela a Miyagi que aprendió karate de su padre, el hijo de Jack, quien a su vez aprendió lo que Jack estudió de Miyagi durante la guerra. Después de que arrestaran a Julie, así como ser suspendida dos semanas de la escuela, Miyagi aprovecha este tiempo para llevar a Julie a un monasterio budista para enseñarle las verdaderas formas de karate y cómo manejar sus problemas de ira. Miyagi enseña a Julie lecciones sobre el equilibrio, la coordinación, la conciencia y el respeto por toda la vida. Mientras Julie se prepara para el baile de graduación de la escuela secundaria, Miyagi le enseña a bailar y le compra un vestido. Julie asiste a la fiesta de graduación, mientras Miyagi juega a los bolos con los monjes budistas. Aun así, las cosas se vuelven locas ya que Julie, junto con su amigo, Eric McGowen, están bajo el asedio del Coronel Dugan y la Alpha Elite. Después de que el auto de Eric se incendia, Eric es salvado por Julie y Miyagi. El fiasco continúa mientras Miyagi desafía al Coronel Dugan a una pelea y lo derrota fácilmente.

### Cobra Kai(2018–2025)
En Cobra Kai, se revela que Miyagi murió el 15 de noviembre de 2011 a la edad de 86 años. Entre otros detalles, su lápida lo incluye como miembro del 442.º Regimiento de Infantería junto con su Insignia de Identificación de Servicio de Combate, y un receptor de la medalla de honor. Junto al marcador hay un árbol bonsái. Daniel se toma el tiempo para visitar regularmente la tumba y recortar los bonsáis; él considera que "unos pocos meses" es mucho tiempo entre visitas. El recuerdo de Miyagi sigue desempeñando un papel en la vida de Daniel, mientras busca recuperar el equilibrio practicando karate una vez más y convirtiéndose en un mentor para Robby Keene, tratando de cambiar la vida de su protegido como Miyagi había hecho por él. Tras la conclusión del torneo de karate, Daniel está preocupado por el resurgimiento del dojo Cobra Kai y decide iniciar su propio dojo en respuesta, ubicándolo en la antigua residencia de Miyagi, que actualmente es de su propiedad.

## Estilo de karate
El señor Miyagi tiene un conocimiento filosófico profundo de vida, es amante de la pesca, sabe preparar árboles bonsái, y es un experto en el arte marcial del karate. En la segunda película, el señor Miyagi explica que es descendiente de Shimpo Miyagi, quién era muy afecto a la pesca y al sake. Un día en el año 1625, mientras estaba pescando y muy ebrio, se desmayó en su barca de pesca en la costa de Okinawa y apareció en la costa de China. Diez años más tarde, Shimpo regresó a Okinawa con su mujer china, sus dos niños, y el secreto familiar del karate de Miyagi, el cual parece estar en un pequeño tambor Den-den daiko, en lo que basa su técnica. Esto implica que Shimpo Miyagi, como muchos otros maestros de karate de Okinawa, estuvo entrenado en artes marciales durante su estancia en China. Otros aspectos del su estilo implican la "técnica de la grulla", técnicas de respiración, técnicas del kata Tensho ("dar cera, pulir cera") y el kata Seiunchin. Durante la tercera temporada de la serie Cobra Kai se profundiza más en su sistema; además, el estilo del señor Miyagi también posee conocimiento de diversos puntos de presión en el cuerpo, y manejo de armas tradicionales de Okinawa como el sai, el bo, el nunchaku; si bien a esto podríamos denominarlo "Kobudo", arte marcial que también procede de Okinawa